# Óscar Nebreda

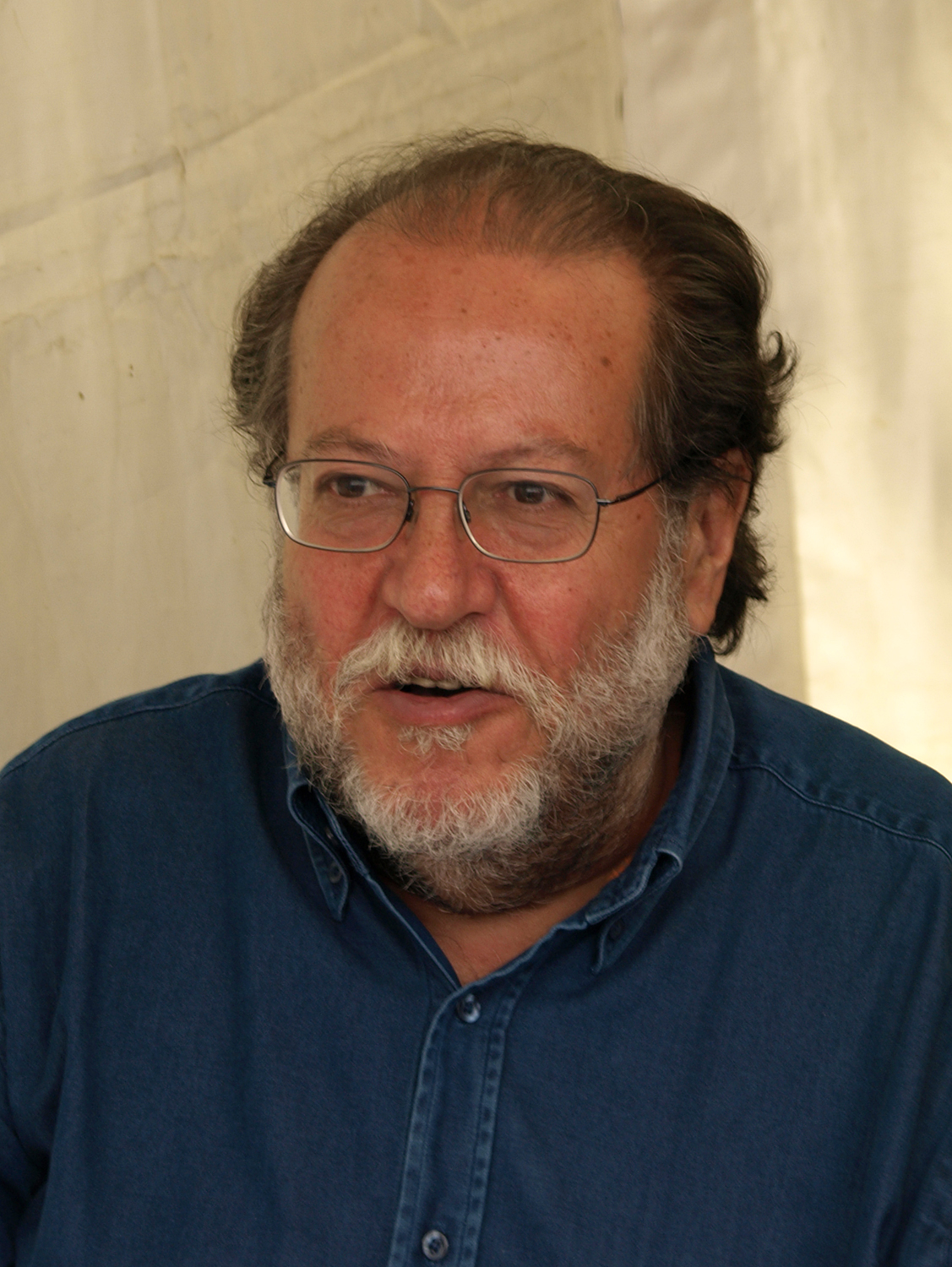
Óscar Nebreda, 2008

Óscar L. Nebreda Abadía (* 1945 in  Barcelona) ist ein spanischer Comicautor. Er signiert stets mit seinem Künstlernamen Óscar und gilt als frecher, provozierender Humorist. In Spanien besonders bekannt sind seine Figuren Profesor Cojonciano, Notario de la actualidad und Jordi Culé.

## Biografie
1970 erschien seine Serie Tromp in katalanischer Sprache im Magazin L'Infantil. Später gründete er, noch unter der Franco-Diktatur, die Satire-Zeitschriften Barrabás und El Papus. Mit diesen Arbeiten handelte er sich eine Reihe von Gerichtsverfahren und persönlichen Bedrohungen ein.
1977, während der spanischen Transition, gründete er gemeinsam mit J. L. Martín die Zeitschrift El Jueves, die beide seitdem gemeinsam herausgeben. In der Anfangszeit gab es immer noch Zensurmaßnahmen. Mit der fortschreitenden Stabilisierung der Demokratie konnten er und andere Karikaturisten ihre Arbeit freier von Störungen ausüben. Des Weiteren publizierte er in Tele/eXprés und El Periódico.
Zu Beginn der Saison 1990/91 der spanischen Fußballliga Primera División strahlte der katalanische Fernsehsender TV3 seine Zeichentrickserie Jordi Culé aus. 1995 war er Fußball-Kommentator beim Sender Onda Cero.
2005 beauftragte ihn die Kulturvereinigung Falla Arquiduque Carlos-Chiva mit der Gestaltung ihres Monuments zum  jährlichen Fest der valencianischen Fallas.
Ende 2010 verkündete er seinen Rückzug aus den Medien.

## Werk
Serien
- 1970 Tromp (in der Zeitschrift L'Infantil)
- 1974 sin título y semanal (in El Papus)
- 1976 Por la boca muere el pez... (in El Papus); Gemeinschaftsarbeit
- 1976 Desde el gallinero, con dolor (in El Papus)
- 1977 El Profesor Cojonciano (in El Jueves)[1]